# Peter Conrad Monath

Johann Leonhard Rost, Astronomisches Handbuch (Nürnberg: P. C. Monath, 1718).

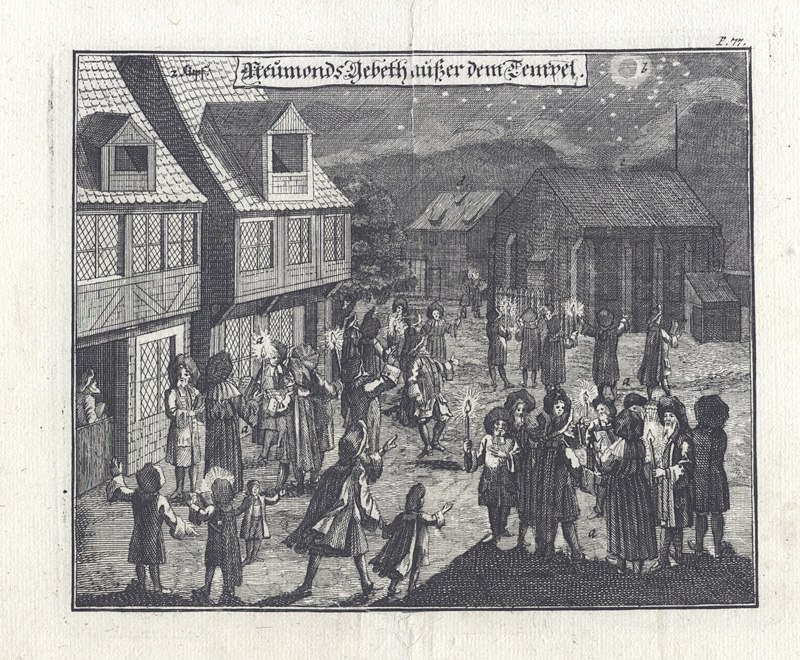
Kupferstich zu Jüdisches Ceremoniel von Johann Georg Puschner, gedruckt von Peter Conrad Monath, Nürnberg, 1720. Heute in der Sammlung des Jüdischen Museums der Schweiz.

Peter Conrad Monath (* um 1683 in Nürnberg; † 22. Februar 1747 in Wien) war seit 1713 Verleger in seiner Heimatstadt und seit 1726 zudem Verleger in Wien.

## Leben
Peter Conrad Monath, Sohn eines Bier- und Weineinlegers in Nürnberg, gründete 1713 sein eigenes Unternehmen, eine Buchhandlung in Nürnberg. Sein Spezialgebiet wurde das Verlegen astronomischer und mathematischer Werke. Unter ihnen befindet sich das postum neu herausgegebene Hauptwerk Johann Philipp von Wurzelbaus (1651–1725) sowie das Astronomische Handbuch Johann Leonhard Rosts (1688–1727). 1730 erschien in seinem Verlag die Historische Nachricht von Johann Gabriel Doppelmayr (1677–1750), die über die Gelehrten Nürnbergs bis heute wichtigste Informationen liefert. Die von Doppelmayr zusammen mit Johann Georg Puschner (1680–1749) produzierten Globen wurden über seine Niederlassung auch in Wien angeboten. Sámuel Mikoviny (1700–1750) wohnte in den sechs Monaten, die er 1722 in Nürnberg verbrachte, um bei Puschner das zu dieser Zeit die Illustration durch Holzschnitte ablösende Kupferstechen zu lernen, bei Monath. Dieser gab in der Folge seiner Nürnbergischen Stadtansichten heraus.
1726 erweiterte Monath sein Geschäft mit einer Niederlassung in Wien. Ab 1728 war er dort Kaiserlicher und Königlicher Niederläger (Großhändler). Im Jahr 1731 erschien bei Hocker in Nürnberg Bibliotheka Heilsbronnensis, sive Catalogus Librorum Omnium, Tam Manuscriptorum, Quam Impressorum, Qui in Celeberrimi Monasterii Heilsbronnensis Bibliotheca Publica Adservsantur von Johann Ludwig Hocker.
Seit 1739 führte sein Sohn Georg Peter Monath das Nürnberger Geschäft. Dieser übernahm es gänzlich nach dem Tod von Monath im Jahr 1747 und überließ die Wiener Niederlassung seinen Geschwistern.